# 柳叶湖街道
柳叶湖街道是中华人民共和国湖南省常德市武陵区下辖的一个街道办事处。

## 行政区划
柳叶湖街道下辖以下村级行政区划单位：
柳叶湖区村、柳叶湖村、戴家岗村、七里桥村、东江村、靳家湾村、驮古堤村、岩子堰村、万寿村、双桥村、泉水桥村、花山村和白石村。